# Phenylzinntrihydrid
Phenylzinntrihydrid ist eine phenylsubstituierte zinnorganische Verbindung.

## Synthese
Phenylzinntrihydrid kann durch Umsetzung von Phenylzinntrichlorid mit Diisobutylaluminiumhydrid in Di-n-butylether oder mit Lithiumaluminiumhydrid in Diethylether erhalten werden.

## Reaktivität
Phenylzinntrihydrid eignet sich im Gegensatz zu anderen Zinnhydriden nicht als Reduktionsmittel, da es sich zu schnell zersetzt.